# Kostoly (Wielka Fatra)

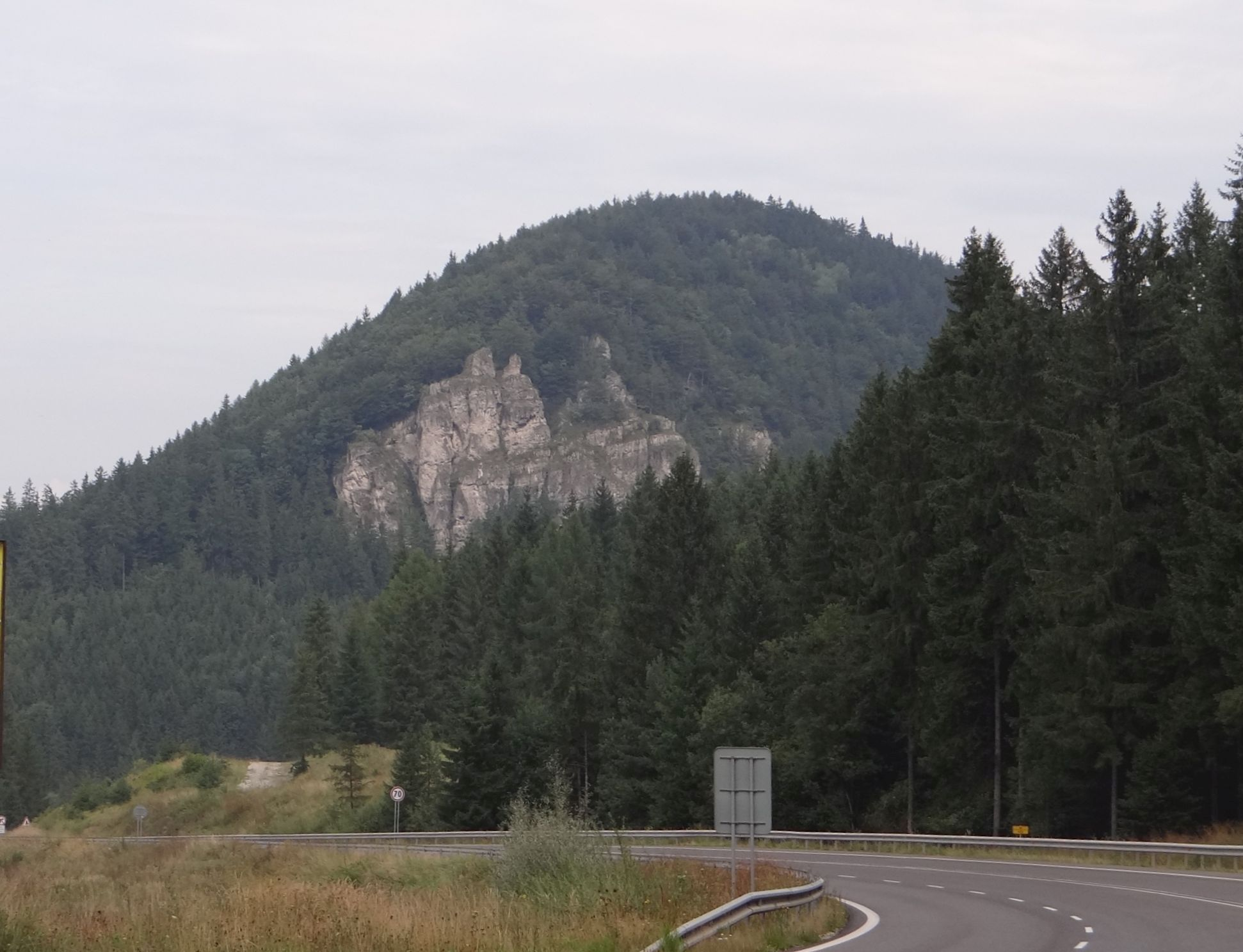
Kostoly

Kostoly – skały na zachodnich zboczach wierzchołka 860 m w masywie Hlavački w Wielkiej Fatrze na Słowacji. Wznoszą się na wysokości około 780–850 m n.p.m. w zboczach opadających do doliny potoku Komjatná we wsi Komjatná. Są dobrze widoczne ponad lasem.
Kostoly zbudowane są z pochodzących z dolnej i środkowej kredy, stosunkowo miękkich, marglistych wapieni budujących niższe partie Szypskiej Fatry. Są dobrym punktem widokowym. Prowadzi obok nich ścieżka dydaktyczna chorolezcký chodnik.